# NGC 6579
NGC 6579 је спирална галаксија у сазвежђу Херкул која се налази на NGC листи објеката дубоког неба.
Деклинација објекта је + 21° 25' 14" а ректасцензија 18h 12m 31,8s. Привидна величина (магнитуда) објекта NGC 6579 износи 13,7 а фотографска магнитуда 14,5. NGC 6579 је још познат и под ознакама UGC 11153, MCG 4-43-11, CGCG 142-22, PGC 61562.